# Municipio de North Bend
El municipio de North Bend (en inglés: North Bend Township) es un municipio ubicado en el condado de Starke en el estado estadounidense de Indiana. En el año 2010 tenía una población de 1394 habitantes y una densidad poblacional de 14,87 personas por km².

## Geografía
El municipio de North Bend se encuentra ubicado en las coordenadas 41°12′49″N 86°31′38″O / 41.21361, -86.52722. Según la Oficina del Censo de los Estados Unidos, el municipio tiene una superficie total de 93.76 km², de la cual 91,85 km² corresponden a tierra firme y (2,03 %) 1,91 km² es agua.

## Demografía
Según el censo de 2010, había 1394 personas residiendo en el municipio de North Bend. La densidad de población era de 14,87 hab./km². De los 1394 habitantes, el municipio de North Bend estaba compuesto por el 94,98 % blancos, el 2,08 % eran afroamericanos, el 0,29 % eran amerindios, el 0,29 % eran asiáticos, el 0,93 % eran de otras razas y el 1,43 % eran de una mezcla de razas. Del total de la población el 2,87 % eran hispanos o latinos de cualquier raza.